# Jewhen Rudakow
Jewhen Wasylowycz Rudakow, ukr. Євген Васильович Рудаков, ros. Евгений Васильевич Рудаков, Jewgienij Wasiljewicz Rudakow (ur. 2 stycznia 1942 w Moskwie, zm. 21 grudnia 2011 w Kijowie) – ukraiński piłkarz pochodzenia rosyjskiego, grający na pozycji bramkarza, reprezentant Związku Radzieckiego, olimpijczyk, trener piłkarski.

## Kariera piłkarska

### Kariera klubowa
Jako 17-latek rozpoczynał karierę piłkarską w juniorskiej i rezerwowej drużynie Torpedo Moskwa. Z powodu dużej konkurencji w 1961 odszedł do drugoligowego zespołu Sudnobudiwelnyk Mikołajów. W 1963 przeszedł do Dynama Kijów. W 1966 został pierwszym bramkarzem Dynama. Z kijowskim zespołem zdobywał największe swoje sukcesy. Po 14 latach spędzonych w kijowskim klubie zakończył karierę piłkarską w 1977 roku.

### Kariera reprezentacyjna
W latach 1968-1976 wystąpił w 48 meczach radzieckiej reprezentacji, tracąc 35 bramek. Zdobył brązowy medal igrzysk olimpijskich w 1972 w Monachium. Grał na mistrzostwach Europy w 1972, na których radziecka drużyna zajęła drugie miejsce. Był rezerwowym w kadrze na mistrzostwach Europy w 1968 (4. miejsce ZSRR).

## Kariera trenerska
Po zakończeniu kariery zawodniczej w 1979 trenował Spartak Iwano-Frankiwsk. W latach osiemdziesiątych pracował w zespole Zmina Kijów, w dziewięćdziesiątych w Internacie Sportowym w Kijowie. W 1994 prowadził Kremiń Krzemieńczuk. Potem pracował w szkole piłkarskiej Dynama Kijów. 21 grudnia 2011 zmarł w Kijowie.

## Sukcesy i odznaczenia

### Sukcesy klubowe
- zdobywca Pucharu Zdobywców Pucharów: 1975
- zdobywca Superpucharu Europy: 1975
- mistrz ZSRR (6x): 1966, 1967, 1968, 1971, 1974, 1975
- wicemistrz ZSRR (4x): 1969, 1972, 1973, 1976 (j)
- zdobywca Pucharu ZSRR: 1964, 1966, 1974

### Sukcesy reprezentacyjne
- wicemistrz Europy: 1972
- brązowy medalista Igrzysk Olimpijskich w Monachium: 1972

### Sukcesy indywidualne
- najlepszy piłkarz ZSRR (według tygodnika "Futboł-Hokkiej"): 1971
- najlepszy bramkarz ZSRR (według magazynu "Ogoniok"): 1969, 1971, 1972
- 6-krotnie wybrany do listy 33 najlepszych piłkarzy ZSRR: nr 1 (1969, 1971, 1972), nr 2 (1974), nr 3 (1973, 1975)
- członek Klubu Jewhena Rudakowa: 207 meczów na "0"

### Odznaczenia
- tytuł Mistrza Sportu ZSRR: 1966
- tytuł Mistrza Sportu Klasy Międzynarodowej: 1973
- tytuł Zasłużonego Mistrza Sportu ZSRR: 1973
- Order "Za zasługi" III klasy: 2004[2].